# Lee Jung-jae
Lee Jung-jae (hangul: 이정재, hanja: 李政宰, RR: I Jeong-jae; Seúl, n.15 de diciembre de 1972) es un actor, cineasta y empresario surcoreano.Considerado uno de los actores más exitosos de Corea del Sur, ha recibido numerosos premios, incluido un Premio Primetime Emmy, un Premio del Sindicato de Actores, un Critics' Choice Television Award y seis premios Baeksang Arts, además de nominaciones a un Globo de Oro y un Gotham Award. Además de su carrera como actor, Lee ha incursionado en los negocios, fundando una cadena de restaurantes en Seúl y diversas empresas, entre ellas la desarrolladora Seorim C&D, que posee junto a su amigo y colega Jung Woo-sung.
Nacido en Seúl, Lee comenzó como modelo de moda antes de dar el salto a la actuación en televisión, destacando en el drama Sandglass (1995). Su carrera cinematográfica despegó con An Affair (1998), tras lo cual protagonizó una variedad de géneros, incluyendo dramas como City of the Rising Sun (1999), películas románticas como Il Mare (2000) y Last Present (2001), comedias como Oh! Brothers (2003), películas de acción como Typhoon (2005) y Deliver Us from Evil (2020), thrillers como The Housemaid (2010) y New World (2013), además de películas de atracos como The Thieves (2012) y de espionaje como Assassination (2015), Operation Chromite (2016) y Hunt (2022). En 2013, ganó el premio al Mejor Actor de Reparto en la 50.ª edición de los Baeksang Arts Awards por su papel en The Face Reader.
En 2021, alcanzó fama internacional con su interpretación de Seong Gi-hun, el protagonista de la serie de supervivencia Squid Game de Netflix. Su actuación le valió múltiples nominaciones, incluyendo los Critics' Choice Television Awards, los Globos de Oro y los Premios Emmy, convirtiéndose en el primer actor masculino asiático y surcoreano en recibir nominaciones individuales en esas categorías en los cuatro premios. Además, hizo historia al ganar tanto el Emmy como el SAG Award. En diciembre de 2021, fue elegido como Actor de Cine del Año por Gallup Korea. En 2024, fue incluido en la lista A100 de Gold House, que reconoce a los asiáticos más influyentes.

## Biografía

### 1972-1992: primeros años y educación
Nació el 15 de diciembre de 1972 en el distrito de Jung, Seúl. Mientras Lee trabajaba como cajero en un café en el distrito de Gangnam en Seúl, el diseñador Ha Yong-Soo lo notó y lo convenció de modelar para una sesión fotográfica de una revista. Esta oportunidad eventualmente lo llevó a trabajar como modelo a tiempo completo y a aparecer en anuncios televisivos. Se matriculó en la Universidad Dongguk, donde obtuvo una maestría en el Departamento de Teatro y Cine de la Escuela de Artes Culturales. 

### 1993-2007: inicios como actor
Lee hizo su debut profesional como actor en el drama televisivo Dinosaur Teacher (Gongryong seonsaeng) en 1993, y un año después tuvo su primer papel en una película con The Young Man (Jeolmeun namja).
Lee se hizo un nombre con la serie de televisión Sandglass (1995; Moraesigye), en la que interpretó a un guardaespaldas reservado pero carismático.Por este papel, recibió premios al mejor actor revelación en el Festival de Cine Daejong, los Korean Critics Choice Awards y los Baeksang Arts Awards. En el cine, su papel destacado fue en An Affair (1998; Jung sa), interpretando a un hombre que se enamora de la hermana de su prometida.Ese mismo año interpretó a un jugador en City of the Rising Sun (Taeyangeun eobda), un papel que le valió premios al mejor actor en los Blue Dragon Film Awards y en los Korean Association of Film Critics Awards.
En el 2000, Lee coprotagonizó el romance Il Mare (Siworae), que no tuvo éxito en taquilla pero con el tiempo se consideró un clásico menor. Fue la primera película coreana en inspirar un remake en Hollywood, con The Lake House (2006). Entre sus papeles en la década de 2000 destacan el éxito de taquilla Oh! Brothers (2003; O! Beu-ra-deo-seu) y la película de acción Typhoon (2005; Tae-poong). En 2007, mientras actuaba en la serie de televisión Air City (Eo siti), Lee se inscribió en el programa de posgrado en teatro y cine de la Universidad Dongguk para mejorar su técnica. Obtuvo una maestría en 2008 y ese mismo año interpretó a Hamlet en su primera actuación teatral.
Lee inició la siguiente década protagonizando The Housemaid (2010; Hanyo), un thriller erótico que compitió en los festivales de cine de Cannes y Toronto.En 2012 apareció en la película de atracos The Thieves (Dodookdeul), interpretando al líder de un grupo de ladrones profesionales. En ese momento, la película se convirtió en la segunda más taquillera en la historia del cine surcoreano. En 2013, Lee interpretó a un policía encubierto en el drama de gánsteres New World (Sinsegye) y al príncipe Suyang en la película histórica The Face Reader (Gwansang), por la que ganó el premio al mejor actor de reparto en los Blue Dragon Film Awards y en los Baeksang Arts Awards.

### 2015-2024: reconocimiento internacional y éxitos en taquilla
Lee continuó siendo una figura destacada en la taquilla durante el resto de la década, protagonizando varias películas históricas. En 2015 se reunió con el director de The Thieves, Choi Dong-Hoon, para Assassination (Amsal), donde interpretó a un miembro de la resistencia coreana contra la ocupación japonesa en los años 30. Luego protagonizó Battle for Incheon: Operation Chromite (2016; Incheon sangryuk jakjeon), interpretando a un capitán surcoreano que realiza labores de inteligencia antes del famoso desembarco, y Warriors of the Dawn (2017; Daeripgun), ambientada en 1592 durante la invasión japonesa a Corea. Posteriormente, participó en las películas de fantasía Along With the Gods: The Two Worlds (2017; Sin-gwa ham-kke: Jwi-wa beol) y Along With the Gods: The Last 49 Days (2018; Sin-gwa ham-kke: In-gwa yeon). En 2019, regresó a la televisión con el drama político Chief of Staff (Bojwagwan).
En 2021, Lee fue elegido para protagonizar Squid Game, lo que lo llevó a la fama mundial. Interpretó a Seong Gi-Hun, un jugador endeudado que es convencido de participar en una serie de desafíos mortales basados en juegos infantiles.Por su actuación, hizo historia al convertirse en el primer actor asiático en ganar el premio Emmy al mejor actor principal en una serie dramática. También recibió el premio del Sindicato de Actores de Cine al mejor actor en una serie dramática y fue nominado al Globo de Oro.
Tras el éxito de Squid Game, Lee se convirtió en uno de los actores más solicitados. En 2022, fue elegido como protagonista en The Acolyte, una serie derivada de Star Wars. Ese mismo año, debutó como director con el thriller de espías Hunt (Heon-teu), que se estrenó en el Festival de Cannes. Además de dirigir, escribió el guion y protagonizó la película.
Además de su carrera en la actuación, dirección y escritura, Lee tiene diversos negocios. Es dueño de una cadena de restaurantes, fundó una empresa inmobiliaria y es cofundador de una agencia de talentos.

## Vida personal
Es miembro y co-CEO de la agencia Artist Company, la cual estableció junto al actor Jung Woo-sung en mayo del 2016. Previamente formó parte de la agencia C-JeS Entertainment del 8 de marzo del 2013. En agosto de 2018 recibió su maestría en teatro y cine de la Universidad Dongguk en la Escuela de Graduados de Artes Culturales. Es muy buen amigo del actor Jung Woo-sung. Ambos son copropietarios y co-inversionistas en varios negocios.
El 26 de febrero de 2022, su agencia Artist Company en Corea, anunció que se había unido a la agencia Creative Artists Agency para representarlo en Estados Unidos.

## Controversias
En diciembre del mismo año se anunció que estaba en pláticas para unirse al elenco principal de la serie Delayed Justice, para interpretar al poco sofisticado pero talentoso periodista Park Sam Soo en sustitución del actor original Bae Seong-woo. Este fue retirado de la serie a consecuencia de que unas semanas antes había sido arrestado por conducir en estado de ebriedad. Sin embargo, Lee Jung-jae tenía problemas de agenda para efectuar la sustitución, y así, el 20 de diciembre del mismo año, se anunció que su amigo el actor Jung Woo-sung había sido elegido para reemplazar a Seong-woo.

## Filmografía

### Series de televisión
| Año  | Título               | Personaje     | Notas              | Ref.          |
| ---- | -------------------- | ------------- | ------------------ | ------------- |
| 1993 | Dinosaur Teacher     | -             |                    |               |
| 1993 | Feelings             | Han-joon      | 16 episodios       |               |
| 1994 | The Lonely Man       | Jae-jeong     | 68 episodios       |               |
| 1995 | Love Is Blue         | Na Jae-sung   |                    |               |
| 1995 | Sandglass            | Baek Jae-hee  | 24 episodios       |               |
| 1997 | Snail                | Oh Dong-cheol | 16 episodios       |               |
| 1998 | White Nights 3.98    | Lee Young-jun | 20 episodios       |               |
| 2007 | Air City             | Kim Ji-sung   | 16 episodios       |               |
| 2009 | Triple               | Shin-hwal     | 16 episodios       |               |
|      | Chief of Staff       | Jang Tae-joon | 10 episodios       | [ 24 ]        |
| 2019 | Chief of Staff 2     | Jang Tae-joon | 10 episodios       |               |
| 2021 | Delayed Justice      | Jang Tae-joon | Aparición especial |               |
| 2021 | Dramaworld 2         | -             | Aparición especial |               |
| 2021 | El juego del calamar | Seong Gi-hun  | 9 episodios        |               |
| 2024 | The Acolyte          | Maestro Sol   | 8 episodios        | [ 25 ]        |
| 2024 | El juego del calamar | Seong Gi-hun  | Segunda temporada  | [ 26 ] [ 27 ] |
| 2025 | El juego del calamar | Seong Gi-hun  | Tercera temporada  | [ 28 ]        |

### Películas
| Año  | Título                                             | Personaje                     | Notas                                                                          | Ref.                 |
| ---- | -------------------------------------------------- | ----------------------------- | ------------------------------------------------------------------------------ | -------------------- |
| 1993 | Love is Oh Yeah!                                   | -                             |                                                                                |                      |
| 1994 | The Young Man                                      | Lee Han                       |                                                                                |                      |
| 1996 | Albatross                                          | Pyeong-san                    |                                                                                |                      |
| 1997 | Firebird                                           | Young-hoo                     |                                                                                |                      |
| 1997 | Father vs. Son                                     | Park Su-seok                  |                                                                                |                      |
| 1998 | An Affair                                          | Woo-in                        |                                                                                |                      |
| 1999 | City of the Rising Sun                             | Hong-ki                       | junto a Jung Woo-sung, Lee Beom-soo y Han Go-eun                               |                      |
| 1999 | The Uprising                                       | Lee Jae-su                    |                                                                                |                      |
| 2000 | Interview                                          | Eun-seok                      |                                                                                |                      |
| 2000 | Il Mare                                            | Han Sung-hyun                 | junto a Jun Ji-hyun, Kim Mu-saeng, Jo Seung-yeon, Min Yun-jae y Kim Ji-mu      |                      |
| 2000 | Asako in Ruby Shoes                                | Woo-in                        |                                                                                |                      |
| 2001 | Last Present                                       | Jung Yong-ki                  |                                                                                |                      |
| 2001 | MOB 2025                                           | Dust                          | cortometraje                                                                   |                      |
| 2001 | The Last Witness                                   | Detective Oh                  |                                                                                |                      |
| 2002 | Over the Rainbow                                   | Lee Jin-su                    | junto a Jang Jin-young, Jung Chan, Uhm Ji-won y Kong Hyeong-jin                |                      |
| 2003 | Oh! Brothers                                       | Oh Sang-woo                   |                                                                                |                      |
| 2005 | Typhoon                                            | Kang Se-jong                  |                                                                                |                      |
| 2008 | The Accidental Gangster and the Mistaken Courtesan | Cheon-doong                   |                                                                                |                      |
| 2010 | The Housemaid                                      | Hoon                          |                                                                                |                      |
| 2012 | El Fin del Mundo                                   | -                             | cortometraje                                                                   |                      |
| 2012 | The Thieves                                        | Popie                         |                                                                                |                      |
| 2013 | The New World                                      | Lee Ja-sung                   | junto a Choi Min-sik, Hwang Jung-min, Park Sung-woong, Song Ji-hyo y Tae In-ho |                      |
| 2013 | The Face Reader                                    | Príncipe Suyang               | junto a Song Kang-ho, Jo Jung-suk, Lee Jong-suk, Kim Hye-soo y Kim Eui-sung    |                      |
| 2014 | Big Match                                          | Choi Ik-ho                    |                                                                                |                      |
| 2015 | Assassination                                      | Yeom Seok-jin                 | junto a Jun Ji-hyun, Ha Jung-woo, Oh Dal-su, Cho Jin-woong y Kim Eui-sung      |                      |
| 2016 | Tik Tok                                            | Kang Seung-joon               |                                                                                |                      |
| 2016 | Operation Chromite                                 | Jang Hak-soo                  | junto a Liam Neeson, Lee Beom-soo, Jung Joon-ho y Park Chul-min                | [ 29 ]               |
| 2017 | Warriors of the Dawn                               | To-woo                        | junto a Yeo Jin-goo, Kim Mu-yeol, Park Won-sang, Esom y Bae Soo-bin            |                      |
| 2017 | Along with the Gods: The Two Worlds                | Dios de la Muerte, Rey Yeomra | junto a Ha Jung-woo, Cha Tae-hyun, Ju Ji-hoon, Kim Hyang-gi y Kim Su-ro        |                      |
| 2018 | Along with the Gods: The Last 49 Days              | Dios de la Muerte, Rey Yeomra | junto a Ha Jung-woo, Ju Ji-hoon, Kim Hyang-gi, Ma Dong-seok y Kim Dong-wook    |                      |
| 2019 | Svaha: The Sixth Finger                            | Pastor Park                   | junto a Park Jung-min, Lee Jae-in, Jung Jin-young, Lee David y Jin Seon-kyu    |                      |
| 2019 | Trade Your Love                                    | Abogado                       | junto a Kim Dong-wook, Ko Sung-hee, Hwang Bo-ra, Kim Eui-sung e Im Ye-jin      |                      |
| 2020 | Deliver Us From Evil                               | Ray                           | junto a Hwang Jung-min, Park Jung-min y Choi Hee-seo                           |                      |
| 2022 | Hunt                                               | Park Pyung-ho                 | junto a Jung Woo-sung, Jeon Hye-jin y Go Yoon-jung. Es también el director     | [ 30 ]               |
| 2022 | Wiretap                                            | Ko Chang-sun                  | junto a Kim Woo-bin, Kim Eui-sung y Yum Jung-ah                                |                      |
| 2024 | Revolver                                           | Lim Seok-yong                 | aparición especial                                                             | [ 31 ] [ 32 ] [ 33 ] |

### Programas de variedades
| Año  | Título                          | Canal   | Notas    |
| ---- | ------------------------------- | ------- | -------- |
| 2021 | The Game Caterers (출장 십오야) | Youtube | invitado |

### Presentador
| Año  | Evento                                   | Notas                    |
| ---- | ---------------------------------------- | ------------------------ |
| 2020 | 2020 Mnet Asian Music Awards (2020 MAMA) | presentador de categoría |

### Eventos
| Año  | Título                  | Notas |
| ---- | ----------------------- | ----- |
| 2021 | 2021 Asia Artist Awards |       |

### Productor
| Año  | Título | Notas    |
| ---- | ------ | -------- |
| 2022 | Namsan | película |

### Teatro
| Año         | Título          | Notas |
| ----------- | --------------- | ----- |
| 2008 - 2009 | Hamlet in Water |       |

### Revistas / sesiones fotográficas
| Año  | Título                    | Notas                                                          |
| ---- | ------------------------- | -------------------------------------------------------------- |
| 2019 | High Cut Magazine         | (vol. 236) - junto a Park Jung-min                             |
| 2017 | LEON Magazine             | (vol. 70) - junto a Jung Woo-sung                              |
| 2017 | VOGUE Magazine            | (publicación de junio) - junto a Jung Woo-sung                 |
| 2016 | Arena Homme Plus Magazine | [ 37 ]                                                         |
| 2016 | W Magazine Korea          | junto a Jung Woo-sung y Ha Jung-woo                            |
| 2015 | High Cut Magazine         | junto a Ha Jung-woo, Oh Dal-su, Cho Jin-woong y Choi Dong-hoon |
| 2015 | High Cut Magazine         | junto a Jung Woo-sung                                          |
| 2015 | Harper's Bazaar Magazine  | (publicación de septiembre) - junto a Esom                     |
| 2015 | InStyle Magazine          | [ 43 ]                                                         |
| 2013 | VOGUE Magazine            | [ 44 ]                                                         |
| 2013 | GQ Magazine               | (publicación de febrero)                                       |
| -    | Cine21 Magazine           | (vol. 1013) - junto a Ha Jung-woo y Jun Ji-hyun                |

### Anuncios
| Año         | Título                                      | Notas                             |
| ----------- | ------------------------------------------- | --------------------------------- |
| 2015        | Burger King                                 |                                   |
| 2014 - 2015 | OB Beer (Premier)                           |                                   |
| 2014 - 2015 | LS Networks (Montbell (Outdoor))            |                                   |
| 2014 - 2015 | Ace Bed                                     | junto a Go Hyun-jung              |
| 2014 - 2015 | Amore Pacific (Hera Homme)                  |                                   |
| 2014 - 2015 | Samsonite Korea                             |                                   |
| 2014        | WMFAG (WMF)                                 |                                   |
| 2014        | Burger King (Cheese Fondue Whopper)         |                                   |
| 2014        | SK Telecom (Broadband LTE-A)                | junto a Jun Ji-hyun               |
| 2013 - 2015 | Namyang (Nouveau French Cafe)               |                                   |
| 2010 - 2015 | (Ltd) Dawn Field (Crocodile)                |                                   |
| 2010        | Maeil Dairy: Cheddar Cheese Slices          |                                   |
| 2009        | Daesang (Chung Jung Won)                    | junto a Jung Woo-sung             |
| 2007 - 2008 | (Ltd) Durban                                |                                   |
| 2004 - 2007 | Basic House (Mind Bridge)                   | junto a Kim Gyu-ri                |
| 2003        | Ezen Tech (Charbyl)                         | junto a Jang Seo-hee              |
| 2003        | Korea Telecom (KT Plan)                     |                                   |
| 2002 - 2003 | Korea Telecom (KTF MagicN)                  | junto a Jo In-sung y Kim Min-hee  |
| 2002 - 2003 | Hana Financial Group                        |                                   |
| 2002 - 2004 | Dongsuh (Maxim, Ice (Café))                 | junto a Lee Mi-yeon y Ahn Sung-ki |
| 2002        | Meritz Investment Bank (Meritz Securities)  |                                   |
| 2001 - 2003 | Clride                                      | junto a Song Hye-kyo              |
| 2000 - 2002 | OB Beer (OB Lager)                          |                                   |
| 2000        | LG Telecom                                  |                                   |
| 1998        | So.Basic                                    |                                   |
| 1998        | Solo (Notebook)                             |                                   |
| 1998        | SuggEst                                     |                                   |
| 1997        | CJ Lion (Lenio Essences Shampoo)            |                                   |
| 1996        | Taewoong Cosmetics (Ssoren)                 |                                   |
| 1995        | SK Telecom                                  |                                   |
| 1995        | Lotte Confectionery (Prime (Appetizers))    |                                   |
| 1995        | Lotte Confectionery (Twinkie (Appetizers))  |                                   |
| 1994        | Haitai Beverage (Today's Drinks)            |                                   |
| 1994        | LG Electronics (3DO ALIVE)                  |                                   |
| 1994        | Lotte Confectionery (Ppoppoli (Appetizers)) |                                   |
| 1994        | Lotte Confectionery (Pepero (Appetizers))   |                                   |
| 1993        | Lotte Confectionery (Ghana (Chocolate))     |                                   |
| 1993        | Lotte Confectionery (Crunky (Chocolate))    |                                   |

## Premios y nominaciones
| Año  | Categoría                                                 | Premio                                        | Trabajo                | Resultado |
| ---- | --------------------------------------------------------- | --------------------------------------------- | ---------------------- | --------- |
| 2022 | Best Actor                                                | 58th Baeksang Arts Award                      | Squid Game             | Pendiente |
| 2022 | Best Actor in a Drama Series                              | Critics Choice Award                          | Squid Game             | Ganador   |
| 2022 | Best Performance in a Television Series – Drama Actor     | 79th Golden Globe Award                       | Squid Game             | Nominado  |
| 2022 | Outstanding Performance by a Male Actor in a Drama Series | 28th Screen Actors Guild Awards               | Squid Game             | Ganador   |
| 2022 | Outstanding Performance by an Ensemble in a Drama Series  | 28th Screen Actors Guild Awards               | Squid Game             | Nominado  |
| 2021 | Actor of the Year                                         | 2021 Asia Artist Award                        | -                      | Ganador   |
| 2021 | AAA Hot Trend (Actor)                                     | 2021 Asia Artist Award                        | -                      | Ganador   |
| 2021 | AAA Fabulous (Actor)                                      | 2021 Asia Artist Award                        | -                      | Ganador   |
| 2021 | Outstanding Performance in a New Series                   | 31st Annual Gotham Independent Film Award     | Squid Game             | Nominado  |
| 2021 | Best Actor                                                | 26th Chunsa Film Art Award                    | Deliver Us From Evil   | Nominado  |
| 2021 | Best Actor (Film)                                         | 57th Baeksang Arts Award                      | Deliver Us From Evil   | Nominado  |
| 2020 | Best Actor                                                | 41st Blue Dragon Film Award                   | Deliver Us From Evil   | Nominado  |
| 2019 | Top Excellence Award, Actor                               | 12th Korea Drama Award                        | Chief of Staff         | Nominado  |
| 2018 | Super Icon (Male)                                         | 2nd Elle Style Award                          | -                      | Ganador   |
| 2016 | Best Actor                                                | 8th Golden Lotus Award                        | Tik Tok                | Nominado  |
| 2016 | Bonsang ("Main Award")                                    | 8th Style Icon Award                          | -                      | Ganador   |
| 2016 | Best Actor                                                | 11th Max Movie Award                          | Assassination          | Nominado  |
| 2015 | Best Actor                                                | 36th Blue Dragon Film Award                   | Assassination          | Nominado  |
| 2015 | Actor of the Year                                         | 3rd Marie Claire Asia Star Award              | Assassination          | Ganador   |
| 2015 | Best Actor                                                | 24th Buil Film Award                          | Assassination          | Ganador   |
| 2015 | InStyle Fashionista Award                                 | 51st Baeksang Arts Award                      | -                      | Ganador   |
| 2014 | Best Supporting Actor                                     | 23rd Buil Film Award                          | The Face Reader        | Nominado  |
| 2014 | Best Supporting Actor (Film)                              | 50th Baeksang Arts Award                      | The Face Reader        | Ganador   |
| 2014 | Best Actor                                                | 19th Chunsa Film Art Award                    | The Face Reader        | Nominado  |
| 2014 | Best Supporting Actor                                     | 9th Max Movie Award                           | The Face Reader        | Nominado  |
| 2014 | Best Supporting Actor                                     | 5th KOFRA Film Award                          | The Face Reader        | Ganador   |
| 2013 | Best Supporting Actor                                     | 34th Blue Dragon Film Award                   | The Face Reader        | Ganador   |
| 2013 | Popularity Award                                          | 50th Grand Bell Award                         | The Face Reader        | Ganador   |
| 2013 | Best Actor                                                | 50th Grand Bell Award                         | The Face Reader        | Nominado  |
| 2013 | Best Actor                                                | 33rd Korean Association of Film Critics Award | The Face Reader        | Nominado  |
| 2013 | CJ CGV Star Award                                         | 33rd Korean Association of Film Critics Award | The Face Reader        | Ganador   |
| 2013 | CJ CGV Star Award                                         | 33rd Korean Association of Film Critics Award | New World              | Ganador   |
| 2011 | Best Actor                                                | 31st Fantasporto Director's Week              | The Housemaid          | Ganador   |
| 2010 | Most Influential Star                                     | 4th Mnet 20's Choice Award                    | -                      | Ganador   |
| 2008 | Style Icon Actor                                          | 1st Style Icon Award                          | -                      | Ganador   |
| 2006 | Best Actor                                                | 29th Golden Cinematography Award              | Typhoon                | Ganador   |
| 2006 | Best Actor                                                | 43rd Grand Bell Award                         | Typhoon                | Nominado  |
| 2002 | Best Actor                                                | Verona Love Screens Film Festival             | Asako in Ruby Shoes    | Ganador   |
| 2001 | Best Actor                                                | 38th Grand Bell Award                         | Last Present           | Nominado  |
| 2001 | Prime Minister's Commendation                             | 38th Grand Bell Award                         | -                      | Ganador   |
| 1999 | Best Actor                                                | 19th Korean Association of Film Critics Award | City of the Rising Sun | Ganador   |
| 1999 | Best Actor                                                | 20th Blue Dragon Film Award                   | City of the Rising Sun | Ganador   |
| 1999 | Best Actor                                                | 36th Grand Bell Award                         | City of the Rising Sun | Nominado  |
| 1999 | Most Popular Actor (Film)                                 | 35th Baeksang Arts Award                      | City of the Rising Sun | Ganador   |
| 1999 | Best Actor (Film)                                         | 35th Baeksang Arts Award                      | City of the Rising Sun | Nominado  |
| 1998 | Best Actor                                                | 19th Blue Dragon Film Award                   | An Affair              | Nominado  |
| 1997 | Most Popular Actor (Film)                                 | 33rd Baeksang Arts Award                      | Firebird               | Ganador   |
| 1995 | Best New Actor                                            | SBS Drama Award                               | Sandglass              | Ganador   |
| 1995 | Best New Actor (TV)                                       | 31st Baeksang Arts Award                      | Sandglass              | Ganador   |
| 1995 | Best New Actor                                            | 15th Korean Association of Film Critics Award | The Young Man          | Ganador   |
| 1995 | Best New Actor                                            | 16th Blue Dragon Film Award                   | The Young Man          | Ganador   |
| 1995 | Best New Actor                                            | 33rd Grand Bell Award                         | The Young Man          | Ganador   |
| 1995 | Best New Actor (Film)                                     | 31st Baeksang Arts Award                      | The Young Man          | Ganador   |
| 1994 | Best New Actor                                            | KBS Drama Award                               | Feelings               | Nominado  |